# Саласар, Родриго
Родри́го Саласа́р Марти́нес (исп. Rodrigo Zalazar Martínez; род. 12 августа 1999, Альбасете, Кастилия-Ла-Манча) — уругвайский футболист, полузащитник клуба «Брага» и сборной Уругвая.

## Клубная карьера
Саласар — воспитанник испанских клубов «Альбасете» и «Малага». В 2019 году Родриго подписал контракт на 5 лет с франкфуртским «Айнтрахтом». В том же году для получения игровой практики Саласар на правах аренды перешёл в польскую «Корону». 20 июля в матче против «Ракува» он дебютировал в польской Экстраклассе. Летом 2020 года Саласар был арендован клубом «Санкт-Паули». 21 сентября в матче против «Бохума» он дебютировал во Второй Бундеслиге. 19 октября в поединке против «Нюрнберга» Родриго забил свой первый гол за «Санкт-Паули».
Летом 2021 года Саласар был арендован «Шальке 04». 13 августа в матче против «Эрцгебирге» он дебютировал за новый клуб. 27 ноября в поединке против «Зандхаузена» Родриго забил свой первый гол за «Шальке 04». По итогам сезона Саласар помог клуб выйти в элиту. По окончании аренды «Шальке 04» выкупил его трансфер. 7 августа 2022 года в матче против «Кёльна» он дебютировал в Бундеслиге.

## Карьера в сборной
В 2019 году Саласар в составе молодёжной сборной Уругвая принял участие в молодёжном чемпионате Южной Америки в Чили. На турнире он сыграл в матчах против команд Перу, Парагвая, Венесуэлы, Бразилии, Колумбии, Эквадора и дважды Аргентины.
В июне 2023 года Саласар впервые был вызван в национальную сборную Уругвая. 14 июня он дебютировал за неё в товарищеском матче со сборной Никарагуа (4:1), отыграв 85 минут и забив два мяча.

## Личная жизнь
Отец футболиста — Хосе, также в прошлом футболист. Старший брат Куки выступает за «Сеуту», а младший брат Мауро играет за «Шальке 04».

## Клубная статистика
| Выступление      | Выступление       | Выступление      | Лига | Лига | Кубок | Кубок | Еврокубки | Еврокубки | Прочие | Прочие | Итого | Итого |
| Клуб             | Лига              | Сезон            | Игры | Голы | Игры  | Голы  | Игры      | Голы      | Игры   | Голы   | Игры  | Голы  |
| ---------------- | ----------------- | ---------------- | ---- | ---- | ----- | ----- | --------- | --------- | ------ | ------ | ----- | ----- |
| Корона           | Экстракласа       | → 2019/20        | 8    | 0    | 1     | 0     | 0         | 0         | 0      | 0      | 9     | 0     |
| Корона           | Итого             | Итого            | 8    | 0    | 1     | 0     | 0         | 0         | 0      | 0      | 9     | 0     |
| Санкт-Паули      | Вторая Бундеслига | → 2020/21        | 34   | 6    | 1     | 0     | 0         | 0         | 0      | 0      | 35    | 6     |
| Санкт-Паули      | Итого             | Итого            | 34   | 6    | 1     | 0     | 0         | 0         | 0      | 0      | 35    | 6     |
| Шальке 04        | Вторая Бундеслига | → 2021/22        | 30   | 6    | 2     | 1     | 0         | 0         | 0      | 0      | 32    | 7     |
| Шальке 04        | Вторая Бундеслига | 2022/23          | 22   | 1    | 1     | 1     | 0         | 0         | 0      | 0      | 23    | 2     |
| Шальке 04        | Итого             | Итого            | 52   | 7    | 3     | 2     | 0         | 0         | 0      | 0      | 55    | 9     |
| Брага            | Примейра          | 2023/24          | 32   | 6    | 2     | 2     | 11        | 0         | 4      | 0      | 49    | 8     |
| Брага            | Примейра          | 2024/25          | 10   | 2    | 1     | 1     | 9         | 3         | 1      | 0      | 21    | 6     |
| Брага            | Итого             | Итого            | 42   | 8    | 3     | 3     | 20        | 3         | 5      | 0      | 70    | 14    |
| Всего за карьеру | Всего за карьеру  | Всего за карьеру | 136  | 21   | 8     | 5     | 20        | 3         | 0      | 0      | 164   | 29    |